# Noy Gazala
Noy Gazala (2 settembre 2003) è una nuotatrice artistica israeliana.

## Palmarès
- Giochi europei

Cracovia 2023: oro nel programma libero combinato e bronzo nella gara a squadre programma libero

### Coppa del Mondo
- 2 podi:
  - 1 vittoria (1 nella gara a squadre)
  - 1 terzo posto (1 nella gara a squadre)

#### Coppa del mondo - vittorie
| Data          | Luogo  | Paese  | Disciplina  |
| ------------- | ------ | ------ | ----------- |
| 3 giugno 2023 | Oviedo | Spagna | Team libero |